# 威廉·胡德·辛普森

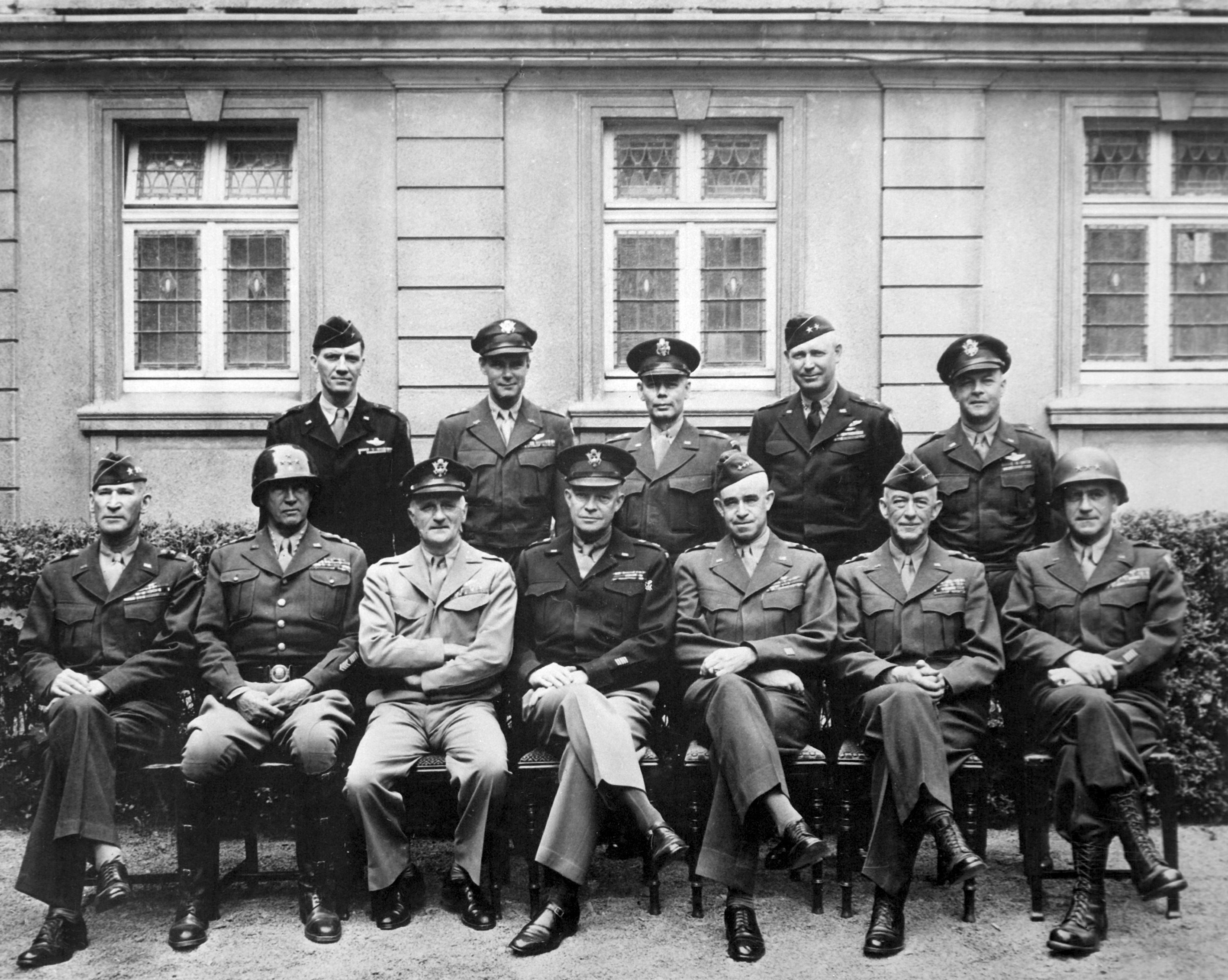
最左邊是辛普森，其右邊是巴頓

威廉·胡德·辛普森（英語：William Hood Simpson；1888年5月18日—1980年8月15日），德州人，美國陸軍上將，名將巴頓西點軍校同班同學。他於第二次世界大戰指揮美軍第9軍團，活躍於北歐及德國戰場，在魯爾區的作戰有傑出表現。